# وكالة الفضاء الأوروبية

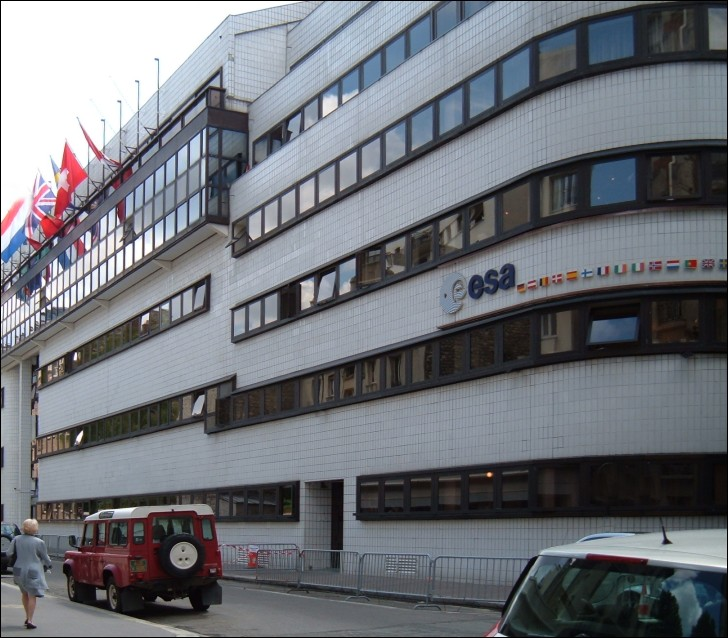
مقر وكالة الفضاء الأوروبية في باريس

وكالة الفضاء الأوروبية (بالإنجليزية: European Space Agency)‏ منظمة حكومية دولية مكرّسة لاستكشاف الفضاء، تضم في عضويتها 22 دولة. منها النمسا وبلجيكا (عضو دائم بموجب اتفاقية شراكة مع الاتحاد الأوروبي في شهر أكتوبر 2008) الدنمارك وفنلندا وفرنسا وألمانيا وأيرلندا وإيطاليا وهولندا، والنرويج وأسبانيا والسويد وسويسرا والمملكة المتحدة. أما كندا وفنلندا فهما عضوان مشاركان. تأسست في 30 مايو 1975 ويقع مقرها في مدينة باريس، يعمل لدى الوكالة 2200 موظف من جميع أنحاء العالم حسب أحصاء 2018. وميزانيتها السنوية تبلغ حوالي 4.9 مليار يورو في عام 2023.
تشترك وكالة الفضاء الأوربية مع محطة الفضاء الدولية في إطلاق وتشغيل عدة بعثات استكشافية إلى القمر والكواكب الأخرى
ورصد الأرض من الفضاء وتصميم مركبات الإطلاق والحفاظ على ميناء فضائي كبير.
إلى جانب المقر الرئيسي لوكالة الفضاء الأوروبية توجد بعض المقرات الفرعية المنتشرة في أوروبا منها:
- المركز الأوروبي للبحث الفضائي والتقني (ESTEC): وهو المسؤول عن تصميم البرامج الفضائية في نوردويك، هولندا.
- مركز عمليات الفضاء الأوروبية (ESOC): وهو المسؤول عن السيطرة على الأقمار الصناعية الخاصة بوكالة الفضاء الأوروبية في المدار ومراقبتها وتوجيهها. ويقع في دارمشتات، ألمانيا.
- المركز الأوروبي لرواد الفضاء (EAC)، وهو المسؤول عن تدريب وتحضير رواد الفضاء للمهمات المستقبلية ويقع في كولون، ألمانيا.
- المعهد الأوروبي للأبحاث الفضائية (ESRIN): مسؤول عن تجميع وتخزين وإرسال بيانات الأقمار الصناعية إلى شركاء وكالة الفضاء الأوروبية مقرّه في فراسكاتي، إيطاليا.
- مركز علم الفلك الفضاء الأوروبية (ESAC): ويقع في فيلانويفا دي لا كانادا، مدريد، إسبانيا.

## تاريخ

### التأسيس
غادر العديد من العلماء الأوربيين من أوروبا الغربية، بعد انتهاء الحرب العالمية الثانية، للعمل في الولايات المتحدة الأمريكية. أدرك علماء الغرب الأوروبي أن المشاريع الوطنية بمفردها لن تتمكن من المنافسة مع القوتين العظميين الرئيستين وقتها، على الرغم من الازدهار المنتشر خلال خمسينيات القرن الماضي، الذي كان يسمح لدول الغرب الأوروبي أن تستثمر في البحث العلمي، وخاصةً في المشاريع الخاصة بالفضاء. وفي عام 1958، فقط بعد مرور شهرين من أزمة سبوتنك، تقابل كل من إدواردو أمالدي الإيطالي وبيير أوجير الفرنسي -وهما من أبرز أعضاء المجتمع العلمي بغرب أوروبا- لمناقشة تأسيس وكالة فضاء مشتركة لدول الغرب الأوروبي. حضر هذا الاجتماع ممثلون من ثماني دول، مثل هاري ماسي، الممثل عن المملكة المتحدة.
قررت دول الغرب الأوروبي أن تُنشئ وكالتين للفضاء: تهتم إحداهما بتطوير أنظمة الإطلاق، وسُميت مؤسسة تطوير قواعد الإطلاق الأوروبية (ELDO)، وكانت الوكالة الأخرى سلفًا لوكالة الفضاء الأوروبية الحالية، وسُميت منظمة أبحاث الفضاء الأوروبية (ESRO). تأسست الوكالة الثانية يوم 20 مارس عام 1964 بموجب توقيع اتفاقية يوم 14 يونيو عام 1962. أطلقت منظمة أبحاث الفضاء الأوروبية سبعة أقمار صناعية بحثية في الفترة بين عامي 1968 إلى 1972.
تأسست وكالة الفضاء الأوروبية في هيئتها الحالية بعد توقيع اتفاقية وكالة الفضاء الأوروبية عام 1975، عندما اندمجت مؤسسة تطوير قواعد الإطلاق الأوروبية مع منظمة أبحاث الفضاء الأوروبية. ضمت عضوية هذه الوكالة عشر دول مؤسِسة، وهي: بلجيكا، والدنمارك، وفرنسا، وألمانيا الغربية، وإيطاليا، وهولندا، وإسبانيا، والسويد، وسويسرا، والمملكة المتحدة. وقعت هذه الدول اتفاقية وكالة الفضاء الأوروبية عام 1975 وأقرت بوثائق التصديق عام 1980 عندما بدأ تنفيذ الاتفاقية. وبدأت الوكالة في العمل بحكم الأمر الواقع خلال هذه الفترة. أطلقت وكالة الفضاء الأوروبية أول مهمة كبرى لها عام 1975، وهي كوز-B، وكانت مسبارًا فضائيًا لمراقبة انبعاثات أشعة غاما في الكون، وعمل هذا المسبار لأول مرة في منظمة أبحاث الفضاء الأوروبية.

### الأنشطة اللاحقة
اشتركت وكالة الفضاء الأوروبية مع وكالة ناسا في مهمة مستكشف الأشعة فوق البنفسجية الدولي (IUE)، وهو أول مرصد فضائي على مستوى العالم في مدار مرتفع، وأُطلق عام 1978، وظل يعمل بكفاءة لمدة 18 عامًا. أُطلق عدد من مهمات المدارات الأرضية الناجحة، التي تلت هذه المهمة، بواسطة وكالة الفضاء الأوروبية، وبدأت الوكالة في تنفيذ مهمة غيوتو عام 1986، وهي أول مهمة تابعة للوكالة متجهة للفضاء السحيق، بغرض دراسة مذنب هالي، ومذنب غريغ شيليرب. أُطلقت مهمة هيباركوس، وهي مهمة لتخطيط حركة النجوم، في عام 1989، وأُطلقت أيضًا خلال تسعينيات القرن الماضي بالاشتراك مع وكالة ناسا المهمات: سوهو، ويوليوس، ومرصد هابل الفضائي. ضمت المهمات العلمية اللاحقة بالاشتراك مع وكالة ناسا مهمة المسبار الفضائي كاسيني هويجنز، التي شاركت وكالة الفضاء الأوروبية فيها ببناء المركبة هويجنز، وهي وحدة الهبوط على القمر تيتان.
شيدت وكالة الفضاء الأوروبية -باعتبارها خليفةً لمؤسسة تطوير قواعد الإطلاق الأوروبية- الصواريخ للحمولات الفضائية العلمية التجارية. وكان الصاروخ أريان 1، الذي أُطلق عام 1979، غالبًا ما يحمل الحمولات التجارية إلى المدار منذ عام 1984 فصاعدًا. كانت النسختان التاليتان للصاروخ أريان مرحلتين متوسطتين ضمن تطوير أحد أنظمة الإطلاق الأكثر تقدمًا، وهو الصاروخ أريان 4 الذي عمل منذ عام 1988 حتى عام 2003، وهو ما حقق الريادة العالمية لوكالة الفضاء الأوروبية في مجال عمليات الإطلاق الفضائي التجارية خلال تسعينيات القرن الماضي. أثبت الصاروخ أريان 5 أيضًا كفاءته بجدارة بين المنافسين في مجال عمليات الإطلاق الفضائي التجارية من خلال مهماته الناجحة التي وصلت 82 مهمةً حتى عام 2018، على الرغم من الفشل الذي واجهه في أول رحلاته. ما زال الصاروخ أريان 6، خليفة الصاروخ أريان 5، قيد التطوير، ومن المتوقع أن يدخل الخدمة خلال العقد 2020.

شهدت بداية الألفية الجديدة وكالة الفضاء الأوروبية، مع الوكالات الأخرى مثل ناسا، ومنظمة استكشاف الفضاء اليابانية، ووكالة الفضاء الكندية، ومنظمة بحوث الفضاء الهندية، ووكالة الفضاء الروسية الفيدرالية، باعتبارها واحدةً من أكبر المشاركين في البحث العلمي الفضائي. وعلى الرغم من اعتماد وكالة الفضاء الأوروبية على التعاون المشترك مع وكالة ناسا خلال العقود الماضية، خاصةً خلال تسعينيات القرن الماضي، أدى تغير الملابسات مثل القيود القانونية الصارمة على المعلومات التي يشارك بها الجيش الأمريكي إلى قرار الوكالة بالاعتماد على نفسها مع التعاون المشترك مع روسيا. نصت إحدى المنشورات الصحفية عام 2011 على الآتي:
«تعتبر روسيا أول شريك لوكالة لفضاء الأوروبية في جهودها للحفاظ على طريق مُمهد للفضاء على المدى الطويل. ويوجد اتفاق إطاري بين وكالة الفضاء الأوروبية وحكومة روسيا الاتحادية على التعاون والشراكة في استكشاف الفضاء الخارجي واستخدامه للأغراض السلمية، وما زال هذا التعاون المشترك قائمًا فعليًا في مجالين مختلفين من أنشطة الإطلاق التي ستجلب المنافع للطرفين».
تضم أشهر البرامج الفضائية لوكالة الفضاء الأوروبية المهمة سمارت 1، وهي مسبار فضائي أُطلق لاختبار واحدة من أحدث تقنيات الدفع الفضائي، إضافة إلى مهمات مارس إكسبريس (المريخ إكسبريس) ومصور الزهرة، وتطوير الصاروخ أريان 5 ودوره في شراكة محطة الفضاء الدولية. حافظت وكالة الفضاء الأوروبية على مشاريعها العلمية والبحثية لمهمات الفضاء وعلم الفلك بشكل رئيس، مثل مهمة كوروت التي أُطلقت يوم 27 ديسمبر عام 2006، وهي أحد الإنجازات العظيمة في مجال البحث عن الكواكب خارج المجموعة الشمسية.
أعلنت شركتا أريان غروب وأريان سبيس يوم 21 يناير عام 2019 عن توقيع عقد لمدة عام مع وكالة الفضاء الأوروبية للدراسة والتحضير لمهمة التنقيب عن الحطام الصخري على سطح القمر.

### الدول الأعضاء، والتمويل، والميزانية
أصبحت وكالة الفضاء الأوروبية منظمة حكومية دولية، بحلول عام 2015، مكونةً من 22 دولة. تشارك الدول الأعضاء بنسب متغيرة في البرامج الفضائية الإلزامية (25% من إجمالي النفقات في عام 2008) والبرامج الفضائية الاختيارية (75% من إجمال النفقات في عام 2008). بلغت ميزانية عام 2008 3 مليار يورو، وبلغت ميزانية عام 2009 3.6 مليار يورو. وبلغت الميزانية الكلية لعام 2010 3.7 مليار يورو، و3.99 مليار يورو لعام 2011، و4.02 مليار يورو لعام 2012، و4.28 مليار يورو لعام 2013، و4.10 مليار يورو لعام 2014، و4.33 مليار يورو لعام 2015. تعتبر اللغة الإنجليزية اللغةَ الرئيسة داخل وكالة الفضاء الأوروبية. وعلاوةً على ذلك، توجد وثائق رسمية مكتوبة باللغة الألمانية، ووثائق أخرى بخصوص المختبر الفضائي مكتوبة باللغة الإيطالية. ويمكن للوكالة أن تنفذ مراسلاتها باستخدام أي لغة من لغات الدول الأعضاء إذا سمح الوضع بذلك.

## روابط خارجية
- وكالة الفضاء الأوروبية على موقع الموسوعة البريطانية (الإنجليزية)
- وكالة الفضاء الأوروبية على موقع الموسوعة البريطانية (الإنجليزية)
- وكالة الفضاء الأوروبية على موقع ميوزك برينز (الإنجليزية)
- وكالة الفضاء الأوروبية على موقع ديسكوغز (الإنجليزية)